# La France a un incroyable talent
La France a un incroyable talent (pol. Francja ma niesamowity talent, wcześniej. Incroyable talent, pol. Niesamowity talent) – francuska wersja talent show Got Talent. Pierwsze trzy edycje mają tytuł Incroyable talent, zaś 4, 5 i 6 La France a un incroyable talent.

## Inne informacje

### Jurorzy
| Lata                 | Serie    | Juror              |
| -------------------- | -------- | ------------------ |
| 2006                 | 1        | Jean-Pierre Domboy |
| 2006-2008, 2010-2013 | 1-3, 5-8 | Sophie Edelstein   |
| 2006-2016            | 1-11     | Gilbert Rozon      |
| 2007-2008            | 2-3      | Patrick Dupond     |
| 2009                 | 4        | Smaïn              |
| 2009                 | 4        | Valérie Stroh      |
| 2010-2013, 2015      | 5-8, 10  | Dave               |
| 2010-2013            | 5-8      | Sophie Edelstein   |
| 2013                 | 8        | Andrée Deissenberg |
| 2014-2015            | 9        | Giuliano Peparini  |
| 2014-2015            | 9        | Lorie              |
| 2014-2015            | 9        | Olivier Sitruk     |
| 2015-                | 10-      | Éric Antoine       |
| 2015-2017            | 10-12    | Kamel Ouali        |
| 2015-                | 10-      | Hélène Ségara      |
| 2018-                | 13-      | Marianne James     |
| 2018-                | 13-      | Sugar Sammy        |

### Prezenterzy
| Lata      | Serie | Prezenter          |
| --------- | ----- | ------------------ |
| 2006-2008 | 1-3   | Alessandra Sublet  |
| 2009-2013 | 4-8   | Sandrine Corman    |
| 2009-2015 | 4-10  | Alex Goude         |
| 2014-2015 | 9     | Louise Ekland      |
| 2016-2019 | 10-14 | David Ginola       |
| 2020-     | 15-   | Karine Le Marchand |

### Zwycięzcy
| Lata      | Serie | Zwycięrzca                 | Talent                      | Nagroda   |
| --------- | ----- | -------------------------- | --------------------------- | --------- |
| 2006      | 1     | Salah                      | taniec                      | 150,000 € |
| 2007      | 2     | Junior                     | taniec                      | 150,000 € |
| 2008      | 3     | Alexandre                  | pogromca ognia              | 100 000 € |
| 2009      | 4     | Échos-Liés                 | taniec trupa                | 100 000 € |
| 2010      | 5     | Axel et Alizée Bois        | taniec                      | 100 000 € |
| 2011      | 6     | Marina                     | śpiewanie                   | 100 000 € |
| 2012      | 7     | Die Mobilés                | chiński cień                | 100 000 € |
| 2013      | 8     | Simon Heulle               | akrobatyka (chiński biegun) | 100 000 € |
| 2014-2015 | 9     | Bagad de Vannes Melinerion | orkiestra bretońska         | 100 000 € |
| 2015      | 10    | Juliette et Charlie        | trening psów                | 100 000 € |
| 2016      | 11    | Antonio                    | magia                       | 100 000 € |
| 2017      | 12    | Laura Laune                | śpiewanie i satyra          | 100 000 € |
| 2018      | 13    | Jean-Baptiste Guegan       | śpiewanie                   | 100 000 € |
| 2019      | 14    | Le Cas Pucine              | satyra                      | 100 000 € |
| 2020      | 15    | Familie Refèvre            | chór                        | 100 000 € |
| 2021      | 16    | Le Chœur de Saint-Cyr      | chór                        | 100 000 € |
| 2022      | 17    | Rayane                     | fortepian                   | 100 000 € |
| 2023      | 18    | Mega Unity                 | taniec synchroniczny        | 100 000 € |
| 2024      | 19    | Mathieu Stepson            | mentalizm                   | 100 000 € |